# 鷗龍屬

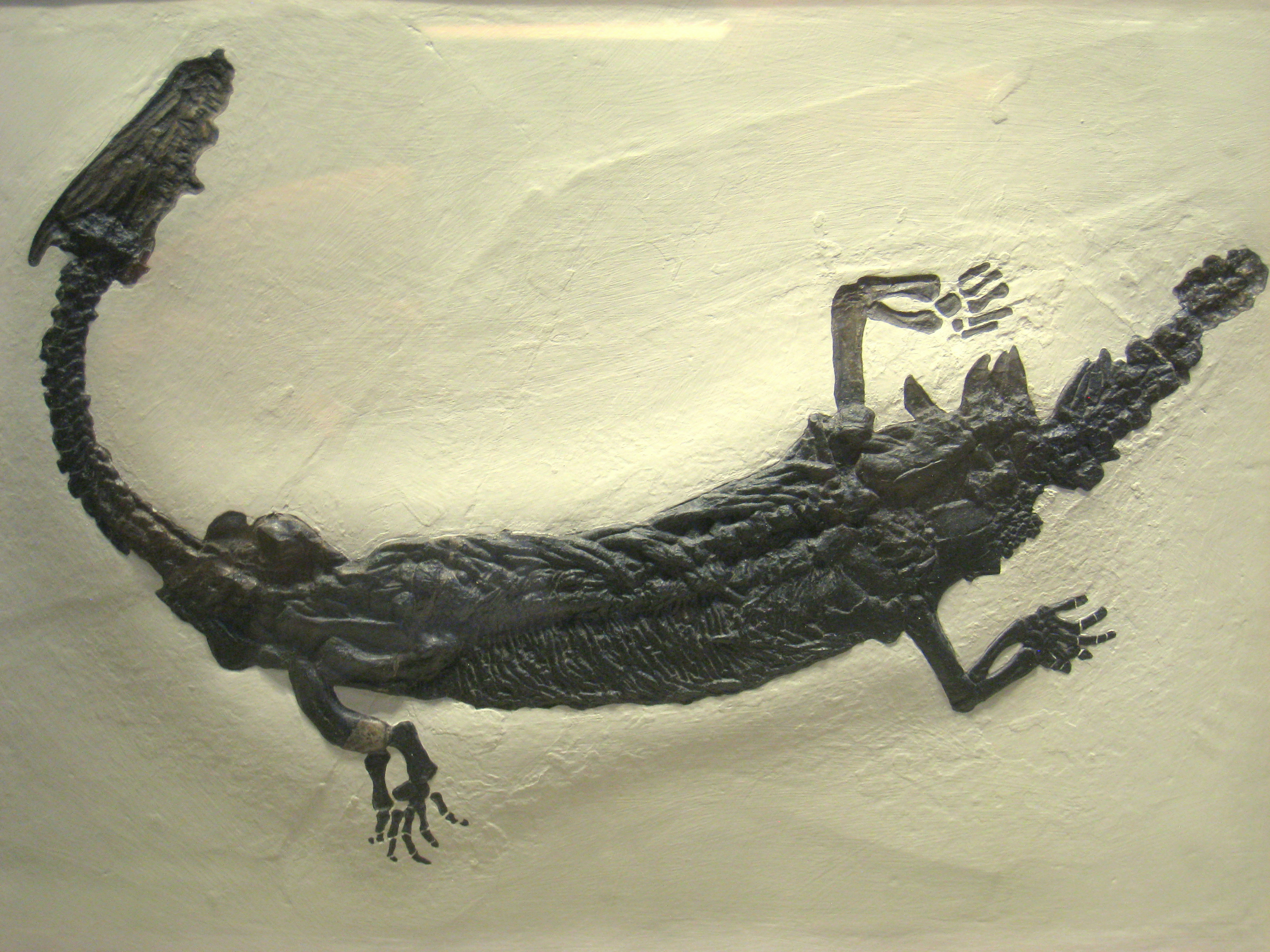
Lariosaurus sp.的標本

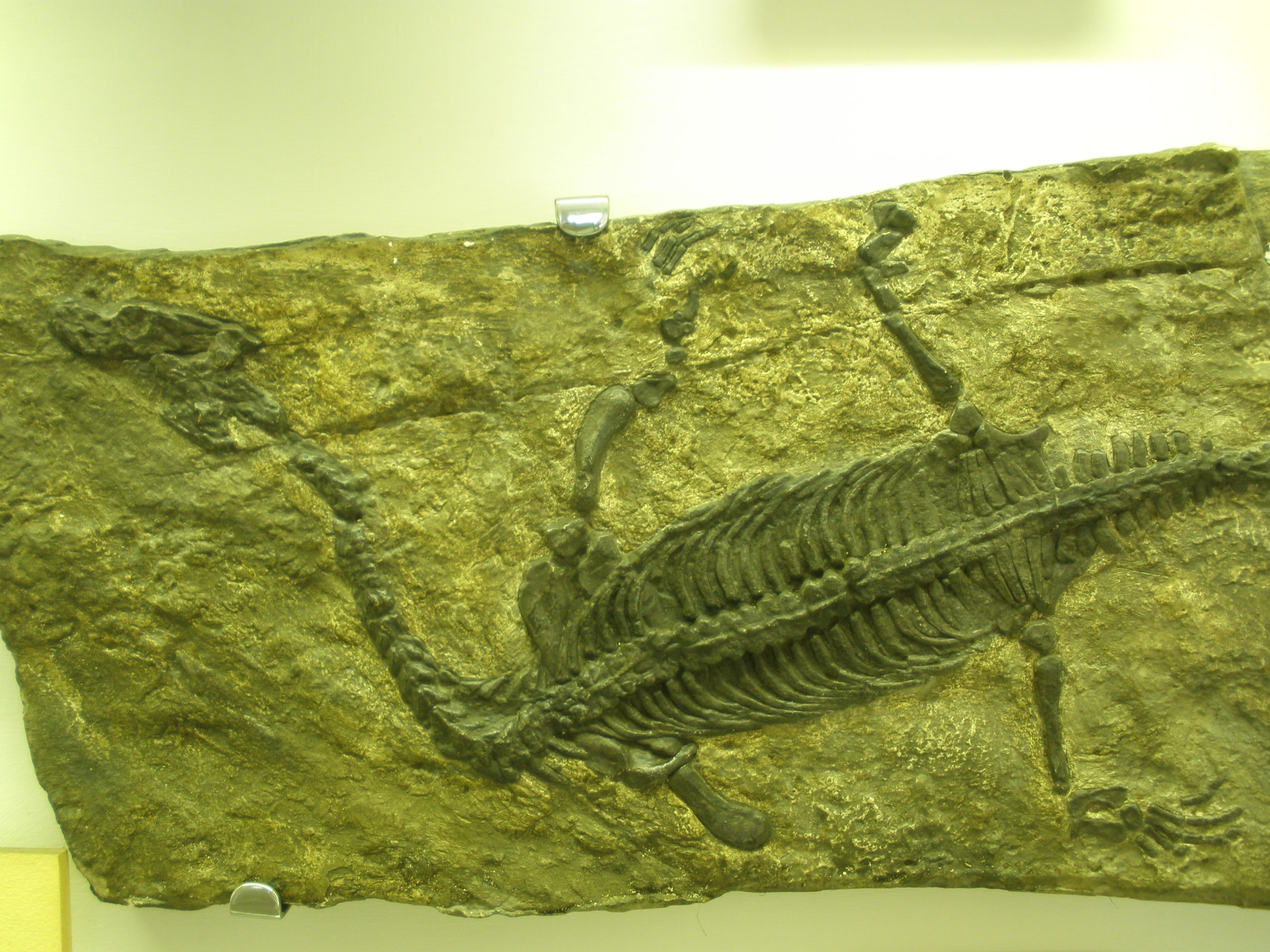
Lariosaurus balsami標本

鷗龍屬又名豆象龍或拉瑞歐龍，是已滅絕鰭龍超目的一屬，生存於三疊紀的西班牙、義大利北部、法國、瑞士、中國，屬於幻龍目。身長約60公分，是最小的幻龍類之一。學名是在1847年命名。最早于1830年发现于科莫湖畔的佩尔莱多，其学名Lariosaurus即意为“Larius湖的蜥蜴”（Larius是科莫湖的古称）。
與牠們的幻龍類近親相比，鷗龍較為原始，擁有短的頸部與小的鰭狀肢。牠們被推測游泳能力較差，有大部分時間在乾燥陸地上，或在淺水中獵食。幻龍類的Eupodosaurus，起初被分類於劍龍類，現在被認為是鷗龍的異名。
在幻龍類中，鷗龍相當獨特，其前肢已演化成鰭狀肢，而後肢仍保有五根腳趾。曾在成年的鷗龍化石中，發現未成年鷗龍的化石，因此牠們被認為是胎生動物，直接生產幼年體。在另一個鷗龍化石的胃部區域中，發現兩個楯齒龍類豆齒龍的幼年化石，由此可知這種小型幻龍類的食性。

## 下属物种
本属包括以下物种：
- Lariosaurus balsami Curioni, 1841
- Lariosaurus buzzii (Tschanz, 1989)
- Lariosaurus curionii Rieppel, 1998
- 红果鸥龙 Lariosaurus hongguoensis J iang et al., 2006
- Lariosaurus teutonicus Diedrich, 1996
- Lariosaurus valceresii Tintori & Renesto, 1990
- Lariosaurus vosseveldensis Klein et al., 2016
- 兴义鸥龙 Lariosaurus xingyiensis Li et al., 2002
- Nothosaurus juvenilis (Edinger, 1921)
- Nothosaurus winkelhorsti (Klein & Albers, 2009)
- Nothosaurus youngi (Li & Rieppel, 2004)